# 伊藤雅雄
伊藤 雅雄（いとう まさお、1953年5月31日 - ）は、元石川テレビ放送アナウンサー、元同局放送本部長付局長（2011年6月29日着任）。1976年入社。
1984年10月から2015年3月まで30年半に渡り、平日夕方のローカルニュース（1997年3月まで月曜‐水曜、以降は月曜‐金曜）を担当した。
1980年7月から1985年12月まで子供向けのど自慢番組『歌のホームラン』の司会を務めていた。
過去には高校野球中継や高校バレー中継なども担当していた。
2021年6月30日をもって石川テレビを退社した。

## 過去の担当番組
- FNN Live News days（日曜・月曜など、ローカルニュース）
- 北陸中日新聞日曜夕刊（ローカルニュース、2020年4月以降はほぼ毎週担当していた）
- 北陸中日新聞ニュース（不定期）
- 石川さん こんやのニュース（不定期）
- 新ふるさと人と人（ナレーション）
- 歌のホームラン（司会、1980年7月 - 1985年12月）
- FNNニュースワイド石川6:00（メインキャスター、1984年10月 - 1986年9月）
- FNN石川テレビスーパータイム（メインキャスター、1986年10月 - 1997年3月）
- FNN石川テレビザ・ヒューマン（メインキャスター、1997年4月 - 1998年3月）
- FNN石川テレビスーパーニュース （メインキャスター、1998年4月 - 2015年3月）